# Liste des espèces du genre Banksia
Cette liste des espèces du genre Banksia est classée dans l'ordre alphabétique et à jour à la date de 2005. Elle suit la classification d'Alexander Segger George (1999). Les exceptions sont indiquées dans les notes en bas de page. Pour la classification complète du genre Banksia, voir Taxonomie du genre Banksia.

## Liste des espèces de Banksia
- Banksia aculeata - Banksia épineux
- Banksia aemula - Banksia Wallum
- Banksia aquilonia - Banksia côtier du nord, Jingana (Jirrbal, Girramay)
- Banksia archaeocarpa (fossile)
- Banksia ashbyi - Banksia d'Ashby, Banksia orange
- Banksia attenuata - Banksia élancé, Banksia chandelier, Banksia côtier
- Banksia audax
- Banksia baueri - Banksia laineux, Banksia à épis laineux, Banksia Possum
- Banksia baxteri - Banksia de Baxter, Banksia nid d'oiseau
- Banksia benthamiana - Banksia de Bentham
- Banksia blechnifolia
- Banksia brevidentata1
- Banksia brownii - Banksia de Brown, Banksia à feuilles en plumes
- Banksia burdettii - Banksia de Burdett
- Banksia caleyi - Banksia de Cayley, Banksia lanterne rouge
- Banksia candolleana - Banksia hélice
- Banksia canei - Banksia des montagnes
- Banksia chamaephyton - Banksia arête
- Banksia coccinea - Banksia écarlate, Banksia Waratah, Banksia Albany
- Banksia conferta - Banksia de serre
- Banksia cuneata - Banksia Matchstick, Banksia Quairading
- Banksia cunninghamii2
- Banksia dallanneyi
- Banksia dentata - Banksia tropical, Rilidili (Wubuy)
- Banksia dryandroides - Banksia à feuille de dryanda
- Banksia elderiana - Banksia espadon, Banksia palmier
- Banksia elegans - Banksia élégant
- Banksia epica
- Banksia ericifolia - Banksia à feuille de bruyère
- Banksia gardneri - Banksia prostré
- Banksia goodii - Banksia de Good
- Banksia grandis - Mangite, Banksia taureau, Banksia géant
- Banksia grossa - Banksia grossier
- Banksia hiemalis1
- Banksia hookeriana - Banksia de Hooker
- Banksia ilicifolia - Banksia à feuilles de houx
- Banksia incana - Hoary Banksia
- Banksia integrifolia - Banksia côtier, Chèvrefeuille blanc
- Banksia kingii (fossile)
- Banksia laevigata - Banksia balle de tennis
- Banksia lanata - Banksia Coomallo
- Banksia laricina - Banksia rose, Banksia à fruits roses
- Banksia lemanniana - Banksia de Lemann, Banksia lanterne jaune
- Banksia leptophylla - Banksia à feuilles menues
- Banksia lindleyana - Banksia porc-épic
- Banksia littoralis - Banksia des marais de l'ouest, Banksia des marais, Pungura
- Banksia longicarpa (fossile)
- Banksia lullfitzii
- Banksia marginata - Banksia argenté, Warrock
- Banksia media - Banksia des plaines du sud, Banksia à tige dorée
- Banksia meisneri - Banksia de Meisner
- Banksia menziesii - Banksia de Menzies, Banksia bois de chauffage
- Banksia micrantha
- Banksia nutans - Banksia nutant
- Banksia oblongifolia - Banksia rouillé, Banksia nain
- Banksia occidentalis - Banksia rouge des marais, Water Bush Banksia
- Banksia oligantha - Banksia Wagin
- Banksia oreophila - Banksia des montagnes de l'ouest
- Banksia ornata - Banksia du désert
- Banksia paludosa - Banksia des marais
- Banksia penicillata1
- Banksia petiolaris
- Banksia pilostylis
- Banksia plagiocarpa - Banksia de Dallachy, Banksia bleu, Banksia de Hinchinbrook
- Banksia praemorsa - Banksia à feuilles coupées
- Banksia prionotes - Banksia gland, Banksia orange
- Banksia pulchella - Banksia cardère, Banksia délicat
- Banksia quercifolia - Banksia à feuilles de chêne
- Banksia repens - Banksia grimpant
- Banksia robur - Banksia des marais de l'est, Banksia des marais, Banksia à larges feuilles
- Banksia rosserae3
- Banksia saxicola - Banksia Grampians, Banksia des rochers
- Banksia scabrella - Banksia de Burma Road
- Banksia sceptrum - Banksia sceptre
- Banksia seminuda - Banksia des rivières
- Banksia serrata - Banksia scie, Chèvrefeuille rouge
- Banksia solandri - Banksia de la chaîne de Stirling, Banksia de Solander
- Banksia speciosa - Banksia voyant
- Banksia sphaerocarpa - Banksia renard, Banksia à fruits ronds
- Banksia spinulosa - Banksia épingle à cheveux
- Banksia strahanensis (fossile)
- Banksia telmatiaea - Banksia renard des marais
- Banksia tricuspis - Banksia Lesueur, Banksia pin
- Banksia tridentata - Yellow honeypot
- Banksia verticillata - Banksia granit, Banksia Albany
- Banksia victoriae - Banksia laineux orange
- Banksia violacea - Banksia violet